# Big Bang Love, Juvenile A
Big Bang Love, Juvenile A (46億年の恋?, 46-okunen no koi, lett. "L'amore di 4.600 milioni di anni") è un film del 2006 diretto da Takashi Miike.

## Trama
Jun Ariyoshi è un giovane e introverso omosessuale che lavora come cameriere in bar gay e che reagisce con violenza cieca alle molestie di uno dei clienti. Arrestato per omicidio dalle forze dell'ordine, non mostra alcun segno di pentimento e viene incarcerato: la brutalità con cui ha martoriato il cadavere della persona che lo aveva importunato non gli permette il riconoscimento della legittima difesa.
Al momento dell'ingresso nel penitenziario conosce un ragazzo dal fisico atletico e tatuato, con comportamenti brutali e violenti, di nome Shiro Kazuki, da cui rimane subito attratto. Per Shiro non è la prima volta che si aprono le porte del penitenziario, v'era già stato in seguito ad una condanna penale per violenza sessuale. Coincidenza vuole che la donna vittima della violenza, poi morta suicida, fosse proprio la moglie del direttore del carcere.
La vita in galera per Shiro è subito in ascesa. Con pestaggi e violenza, conquista il rispetto dagli altri detenuti e, spesso, viene in soccorso del più debole Jun. I due, diversi l'uno dall'altro al punto di essere gli unici in grado di comprendersi per come sono, divengono sempre più amici intimi.
La storia prende una decisa connotazione poliziesca quando un secondino sorprende Jun, in preda ad allucinazioni, con le mani al collo di Shiro ormai morto, che ammette: "Io... io... sono stato io". In realtà l'omicida si scoprirà non essere lui. L'arma del delitto, infatti, è una corda e di cui Jun non aveva il possesso. L'esperto chiamato a risolvere il caso mette allora sotto accusa il direttore del carcere, il cui movente sarebbe quello di voler vendicare la violenza sessuale subita dalla moglie per mano di Shiro.
Al termine dell'inchiesta si scoprirà la verità: Shiro non è stato ucciso né da Jun, né dal direttore del carcere, egli si è tragicamente suicidato per mezzo di un altro detenuto.

## Tecnica e tematiche
La tecnica di costruzione della pellicola è realizzata mediante un montaggio pieno di tagli veloci, mischiati a piani sequenza che precedono, e in alcuni casi seguono, alcune scene estremamente violente e disturbanti. Il regista, a volte, abbandona la tecnica cinematografica e adotta lo scenario teatrale, tanto da far scomparire pareti e barriere. Nell'intreccio compaiono persino sequenze di animazione o connotate da impossibilità.
Il film riprende le tematiche principali care al regista, i personaggi sono rifiutati dalla società, non hanno radici ben definite e sono di estrazione sociale bassa. La pazzia è spesso richiamata dagli stessi personaggi del film, sia verbalmente: "sono pazzo" detto ripetutamente dallo stesso protagonista, sia nei fatti con azioni cruente: pestaggi irrazionali, allucinazioni e visioni.